# Gata (náutica)
En náutica, gata es el nombre de un aparejo y del cuadernal con gancho que lo forma; la beta laborea por los ojos del cuadernal y por las cajera en la cabeza de la serviola; sirve para suspender el ancla y llevarla a la posición de pendura, y también para izar las anclas en los barcos que no las llevan en los escobenes hasta su varadero puesto de control.

## Otros Conceptos
Gata: antiguamente, se llamaba así a la verga seca y a la vela que se cazaba en ella. 
La gata era un tipo de gavia en la vela cuadra (mesana redonda), que se usaba en la galera real y en las capitanas. También se llamaba así la gavia que se largaba a la contramesana.
Gata: Asimismo se denominaba gata a la cofa de las galeras y a la parte alta de los mástiles de estas.